# Colladonus tessellatus
Colladonus tessellatus är en insektsart som beskrevs av Nielson 1988. Colladonus tessellatus ingår i släktet Colladonus och familjen dvärgstritar. Inga underarter finns listade i Catalogue of Life.